# 空贼
空贼是一種幻想的職業，指以武装飞行器，袭击村庄或其它航行中的飞行器、展開掠夺行为的盗贼，在小說、遊戲或漫畫中可以見到此類設定或角色。空贼通常會驾驶一部或多部结团的飞行器，做着和海盗或山賊類似的行為，根据世界观的不同，飞行器可能有和现代飞行器相类似的结构，也有可能是使用魔法般的特殊技术制作的。和海盗不同的是，空贼是架空的，目前现实中还不存在。

## 提及空賊的作品

### 动画
- 天空之城
- 红猪
- 武器種族傳說
- 交響詩篇
- 最後流亡-銀翼的飛夢-
- 荒野的壽飛行隊

### 游戏

#### 电子游戏
- 聖騎士之戰
- 最终幻想系列
- 洛克人DASH系列
- 英雄傳說VI「空之軌跡」
- 風之少年系列
- 永恆的阿卡迪亞

#### 交换卡牌游戏
- 游戏王的空牙团

## 关联项目
- 海盗
- 宇宙海盗